# 乙葉ななせ
乙葉 ななせ（おとは ななせ、1992年〈平成4年〉6月23日 - ) は、日本のコンセプトカフェの店員兼風俗嬢、元AV女優。ティーパワーズ所属。

## 略歴・人物
東京都出身。
2012年（平成24年）3月、kawaii*の専属女優「山下優衣（やました ゆい）」としてAVデビュー。所属事務所はマインズ。
2013年（平成25年）に「乙葉 ななせ」に改名。当時のプロフィールでは1994年3月22日生まれとしていた。
2014年（平成26年）7月、セガのゲーム「龍が如く」のキャラクター出演をかけたセクシー女優人気投票にエントリー。同年8月24日、ニコニコ生放送の「龍が如く特別番組～セクシー女優・男の出演者発表～」で結果発表され、48,641票を集め27位となり、「龍が如く0 誓いの場所」への出演権を獲得した。
2016年（平成28年）9月より体調不良で活動を休止。
2017年（平成29年）1月31日より新たにツイッターを開始し、ティーパワーズへの移籍と「葉月 七瀬（はづき ななせ）」への改名を発表。
2019年（平成31年）2月21日のツイッターで、3月22日発売のVR作品が引退作品となり、後日開催のイベントをもってAV女優の活動を終えることを発表。
AV女優引退後は再び「乙葉 ななせ」に改名しコンセプトバーアルエのキャストやCLUB虎の穴の店員として活動している。

## 出演作品

### アダルトビデオ

#### 山下優衣名義
2012年（平成24年）
- 新人!kawaii*専属デビュ→ 雪解け☆天然ぴゅあはーと (KAWD-360)（3月25日、kawaii*）※デビュー作
- 優衣のドキドキ初体験（4月25日、kawaii*）
- バイト美少女☆ 萌コス 5（5月25日、kawaii*）
- スキありっ!!（6月25日、kawaii*）
- 一途な彼女と気まぐれな彼氏（8月10日、MAGIC）
- 100%美少女（8月21日、プレステージ）
- 連れコンお泊り大作戦!! vol.2 10代ピチピチライブ仲間3人（8月21日、プレステージ）※発売中止
- AV女優とAV男優を二人っきりにしてみた。 台本、演出、演技は一切ナシで!（12年9月11日、MAGIC）
- スゴ〜く! 制服の似合う素敵な娘・MAX（9月13日、オーロラプロジェクト）
- 連れコンお泊り大作戦!! Vol.4 同じ大学仲良し3人（10月20日、プレステージ）
- 放課後わりきりバイト 37（11月9日、S級素人）[要出典]
- 貧乳・女子校生中出し オヤジの前で復讐レイプ（11月25日、サイドビー）
- 「ダメ」と言えない女の子と中出しSEX（12月25日、本中）

2013年（平成25年）
- 素人お姫様生中出し Angel Yui（1月15日、プラム）
- Teen Hunt #007/Yokohama（3月7日、桃太郎映像出版）
- 「路線バスで美淑女の透けパン尻に勃起チ○ポを擦りつけてヤる」 VOL.2（3月7日、DANDY）
- DANDYちょい足し仕事集（3月23日、DANDY）※『路線バスで美淑女の透けパンに勃起チ○ポを擦りつけてヤ“った後に下車した娘もバイト先でヤる”』に出演
- ブラが浮く程の貧乳チラ見え女子は見られる事に興奮し、その羞恥心から股間を濡らす! 2（4月11日、DOC）
- イマドキJKは小悪魔ビッチ（4月26日、ラマ）
- 小悪魔女子校生が悩殺してあげる 積極的なオンナの子!覚悟してね!男子たち!（5月1日、TOY☆GIRL）
- 過激すぎて放送出来なかったライブチャット映像 完全撮り下ろし 素人24人収録（5月10日、BAZOOKA）
- 貸し切りS級素人娘。 ゆいちゃん（20歳）（5月10日、S級素人）
- 山下優衣の悩殺!!パンチラ☆症候群 〜パンチラは大胆に!?〜（5月13日、アロマ企画）
- 女子校生登下校痴漢 vol.3 バス・DVDショップ・コンビニでチンコを擦りつけたら欲情しちゃって大量失禁!（5月20日、LOTUS）
- 派遣メイド家政婦さんにイヤらしい事いっぱいさせました!（5月24日、サムシング）
- 出会い頭のいきなり手コキ 2（5月25日、アロマ企画）
- 回春、四つん這い手コキ（5月25日、アロマ企画）
- 女子校生15人 オマ○コ指入れ ぴちゃぴちゃ自画撮りオナニー vol.12（7月15日、プリモ）
- 挑発JK逆さ撮りパンチラ 4（8月26日、ラマ）

2014年（平成26年）
- kawaii*BEST 美少女限定！手コキっ娘65人8時間（1月25日、kawaii）
- kawaii*美少女限定！ バックで激しく突いて 54人8時間special（2月25日、kawaii）
- 恐怖に震える身体 劣悪なる復讐レイプ（2月25日、サイドビー）
- どロリ娘に本物中出し（3月25日、本中）
- kawaii*BEST ツインテール美少女8時間（8月25日、kawaii）
- kawaii*BEST おもらしっ娘32名（8月25日、kawaii）
- プレミアムな回春エステシャンたち（8月25日、アロマ企画）

#### 乙葉ななせ名義
2013年（平成25年）
- ありえないほど桃尻が麗しい女子大生と援交（7月15日、テンパラメンタル）
- 接吻と淫行 乙葉ななせ（8月2日、アクティブクリエイト）
- 美少女即ハメ白書 15（8月22日、プレステージ）
- クラスで全く存在感のない僕の趣味は催眠術。憧れていた子がバカにしながらも催眠術に興味を示してきたのでかける事に！！すると思いのほか術にかかってしまい僕のいいなりに！！まさかと思いするハズもない命令をしてみると…（9月3日、プレステージ）
- まったり無限Wフェラ 催淫ハーブ屋の美人店員に勧められて焚いて吸って気付いたら●玉スッカラカンになっていた…（9月19日、ディープス）
- バレないように彼女の姉妹とやっちゃった俺（9月19日、AKNR）
- ユニフォーム焼けした女子体育大アスリートは運動直後のムレて脈打つマ○コの疼きを抑えきれずに帰宅バス内でランナーズハイSEXをキメている（10月10日、ディープス）
- もと教え子と子作り新婚生活（10月10日、アイエナジー）
- ななせ（10月13日、無垢）
- 素人騙し撮り 脱がし屋 美人限定 Vol.7（10月25日、ONE GENERATION）
- 掃除道具で強制射精させられた 〜学園生活編〜（11月5日、フリーダム）
- 脳味噌ド腐れクソビッチ娘！ 乙葉ななせ（11月7日、グローリークエスト）
- 花屋で見つけた美少女アルバイト（11月13日、マルクス兄弟）
- 危険日直撃!!子作りできるソープランド2 (11月21日、michiru)
- SUPER GAL’S SEX STYLE 〜超豪華最強ギャルたちのチ●ポ喰らい尽くしSPECIAL〜（11月22日、ケイ・エム・プロデュース）
- 国民的アイドルM-girls 誘惑大乱交 4時間SPECIAL〜今どきアイドル達が業界タブーの枕営業〜（12月1日、ムーディーズ）
- 小便教師 女子校に赴任した教師が受けたイジメ（12月5日、フリーダム）
- 女子校生のブルマと太もも 〜復讐はパツパツの尻と太ももで〜（12月5日、フリーダム）
- 机の下のフェラチオ #2（12月13日、アロマ企画）
- レズ奴隷 VOL.9 品格崩壊・崩れ落ちる高学歴で厳格な女教師の威厳（12月19日、ディープス）
- ゆりろり。おしり（12月19日、レズれ！）
- 女子校生の指入れオナニー（12月27日、TMA）
- エッチな御奉仕パーフェクト！ ボクだけの美少女メイド（12月27日、TMA）
- 僕の彼女をナンパして下さい。 4（12月27日、S級素人）

2014年（平成26年）
- 中出しされたザーメンをごっくん Vol.2（1月1日、MOODYZ）
- 月刊 パンティストッキングマニア Vol.23 ノーパン美脚OL×パンティストッキングオナニー（1月4日、OFFICE K’S）
- ノーパン・ハイスクール5（1月7日、プレミアム）
- 夢の近親相姦・家族全員ヤッテます編・女性上位家族の我が家では姉と妹と母が僕を！娘が父を！無防備な挑発でチ○コを勃起させ、優しく挿入させてくれるのです（1月9日、SWITCH）
- 真・時間が止まる腕時計パート2 時間停止病院でやりたい放題（1月9日、ROCKET）
- 女の子って気持ちよさそう！夢の体験！レズ鑑賞（1月9日、LADY×LADY）
- 素人娘ハメちゃいます！ 03（1月10日、GALLOP）
- JKお散歩逆ナンパ（1月16日、グローリークエスト）
- ありえないほどいい女4時間BEST（1月20日、テンパラメンタル）
- 「脱ぎたての汚れたパンツ」買い取りますのであなたの恥ずかしいトコロをじっくり見せてください！2（1月21日、プレステージ）
- 「お試しオイルエステ初回無料！」に釣られた女性たちが媚薬を塗られて死ぬほどオマンコアクメするイキ顔がヤバすぎる！（1月22日、OFFICE K’S）
- 素人ナンパ お姉さん、カメラの前でフェラチオ見せて下さい（1月22日、虎堂）
- 温泉旅館マッサージ盗撮in浜松 方言が愛らしい地方娘を口説いてハメてAV流出（1月22日、映天）
- ドM美少女の膣出しバイト（1月25日、豊彦）※「清野あみ」名義
- ねぇ？学校で中出しエッチしちゃお 乙葉ななせ（1月25日、本中）
- ナンパJAPAN 美少女Hunt Vol.02 治安が悪いのは俺達の仕業だよ！ 池袋はちゃめちゃナンパ編（1月25日、ナンパJAPAN）※「なな」名義
- 下り物 膣分泌液 垂れオナニー（1月28日、ラハイナ東海）
- 金玉集中責め（2月1日、ゑびすさん）
- 羞恥！野外腰砕け！ 激ヤバ・ビッグバンローターをマ○コに入れて 潮吹きアクメデート！ 8 乙葉ななせ（2月6日、サディスティックヴィレッジ）
- 「本当に気持ちイイSEXしてもらえるんですか？」と真剣な眼差しで訴えてきた若妻2名を腰を抜かすほどの激しい中出しSEXを夫にナイショでたっぷり楽しんだ。（2月7日、NON）
- スーパーデジタルモザイク NoCut！ NON STOP FUCK 29連発 青●学生 ななせ 19さい 乙葉ななせ（2月7日、桃太郎映像出版）
- 過激ライブチャット映像流出！素人娘ツーショットオナニー！！（2月7日、映天）
- ロケバス移動中、寝てるタレントのムチムチパンチラ盗撮（2月11日、ラハイナ東海）
- 姉妹レズ ～許されぬ2人の関係～ 高梨あゆみ 乙葉ななせ（2月13日、U＆K）
- 『高偏差値大学に通う地味で真面目そうな眼鏡女子ほど、実は超エロいって本当？』試しに声を掛けてみたら…、敏感過ぎて痙攣しながら潮吹きまくりでイキ果てちゃいました…。（2月14日、S級素人）
- 親戚のお姉さんにいつまでたっても子供扱いされて、一緒にお風呂に入ろと誘われて服をヌギヌギされたら僕も大人ですから勃起します。（2月20日、SWITCH）
- やさしい手コキと丁寧淫語（2月20日、グローリークエスト）
- MOODYZ2013 BEST HIT 50タイトル 8時間（3月1日、MOODYZ）
- 強烈首絞め世界第一（3月4日、ラハイナ東海）
- 絶対服従強制操作（3月6日、V＆Rプロダクツ）
- レズ専門メーカー LadyLady Lavieen 作品集4時間（3月6日、LADY×LADY）
- ロリ専科 近親中出し強姦 美少女な娘に無理やり生挿入して中出し（3月7日、GLAY'z）
- 中出し専用肉便器 乙葉ななせ（3月13日、MOODYZ）
- 大人しい地味子に中出し 25 乙葉ななせ（3月16日、ケー・トライブ）
- 私の前で愛しあいなさい（3月19日、レズれ！）
- 部活帰りの女子校生のパンチラがチラリ！ ずっと見てたら彼女も僕に気づいて恥ずかしがり、モジモジしながらマン汁で濡れた白パンツを見せてきたので、エッチ娘のお尻に勃起チ○ポを押し当ててあげました。（3月20日、SWITCH）
- 「男の人のおちん○んってどうなってるんですか？」人生40年！一度も女性から気軽に話しかけられた事が無いボクでもお嬢様学校の先生になったら良い事があり過ぎた！学校には男がボクひとりなものだから、異性に関する悩みを女生徒が打ち明けてくるんです！ 3（3月20日、Hunter）
- 保健室でムチムチブルマをマッサージされ気持ちよすぎて我慢できずにブルマ汁が溢れ出す押しに弱い高感度女子校生 2（3月20日、ディープス）
- 女子校生いたずら拘束くすぐり（3月25日、ラハイナ東海）
- 女子校生限定 強制種付け孕ませ中出しソープ 乙葉ななせ（3月25日、本中）
- ナンパして口説き落とせず一度は激怒した超固～いGALを再交渉→祝GET！つまりスーパー激レア！奇跡のSS級素人限定！執念のリベンジナンパ編（3月25日、ナンパJAPAN）
- お姉様クロニクル 6（3月28日、ONE DA FULL）
- 素人援交生中出し 169（4月1日、プラム）
- 制服女子校生と中出し乱交～春～（4月1日、ZUKKON BAKKON）
- ロリ専科 ロリっ娘フェラ ぎこちないフェラだけど懸命におしゃぶり！萌えっ娘11人！（4月4日、GLAY'z）
- オイルマッサージで恥部を責められ失禁するほどイキまくる女に中出し！ 5時間（4月4日、映天）
- 新 センズリ見てたら興奮しちゃった素人娘 VOL.12（4月4日、OFFICE K’S）
- JKのムチムチした黒パンスト姿に発情してしまった俺（4月10日、AKNR）
- 久しぶりに会った姪の成長した胸やお尻に興奮した俺は我慢出来ずにオナニーを…（恥）フル勃起したチ●ポを扱いている様子を姪が隠れてガン見しているので思い切って見せつけるようにしているとチ●ポに喰らいつき変態行為をしてしまった俺達は、後戻りはできない…（4月11日、NON）
- 純粋無垢な美少女の完全未公開撮り卸 フェラチオ 十四連発四時間 弐（4月13日、無垢）
- 女教師と女子生徒（4月15日、ラハイナ東海）
- 禁断拘束レズ VOL.5（4月18日、アウダースジャパン）
- kira★kira STREET GAL＆おやじっち×淫女ギャル学園HIGH SCHOOL SPECIAL 潮吹きロリGALお漏らし放尿学園 乙葉ななせ 立花さや（4月19日、kira☆kira）
- 乳首好きの為の乳首観察 20人（4月19日、ゑびすさん）
- ラッキー☆スケベ ウソのような夢のエロハプニングの連続！僕に巻き起こる世界一ラッキーでスケベな一日（4月24日、ATOM）
- 抜かずの14発中出し 乙葉ななせ（4月25日、EROTICA）
- 美人妻をキャバクラのキャッチだと騙し連れて来た所が実は人妻専門のピンサロ 金に困った女に現金をチラつかせたらセックスまでさせてくれるか（5月1日、変態紳士倶楽部）
- DOKIレズ 67（5月2日、アウダースジャパン）
- 隠撮 OLセクハラ中出し痴漢動画（5月13日、カルマ）
- 女子校生拉致監禁 デカちん強制アクメ中出しレイプ映像（5月13日、カルマ）
- 自画撮りオマ〇コ指オナニー（5月15日、グローリークエスト）
- キミだけに語りかけ！ロリっ娘20人！オマ●コぴちゃぴちゃ指入れ自画撮りオナニー4時間DX vol.09　特典3D映像付き（5月16日、GLAY'z）
- クラスメイトのパンチラがすぐそこに。不細工だけど理系男子の僕の家にテスト前になると勉強を教えてちょうだいとやってくる文系女子。でもすぐに飽きてベットの上でゴロゴロ休憩している時のパンチラが見えて勃起。（5月22日、SWITCH）
- 溢れるほどmichiru（満ちる）中出しスペシャル！！最初で最後の100発中出し！！妊娠・危険日・孕ませ・全部中出し作品全28タイトル 出演女性60人以上 480分2枚組（5月22日、michiru）
- 近親レズビアン家族（5月23日、クリスタル映像）※クリスタル映像公式サイトでの表記は「乙葉なな」[13]
- 本中下半期傑作集！2013年9月～2014年2月（5月25日、本中）
- 対魔忍アサギ ～淫謀の東京キングダム～（5月30日、ZIZ）※「井河さくら」役
- 羞恥心 おませなパイパン娘/優子の恥じらいSEX/幼な妻の憂鬱（6月1日、FAプロ）
- 朝から晩まで子作り三昧（6月1日、ワンズファクトリー）
- 性別の壁を破る掟破りAV第2弾 オトコなのにマ○コしかない美しき男装教師 男子生徒から輪姦、そして女子生徒と禁断の恋愛（6月5日、V＆Rプロダクツ）共演：長瀬涼子
- 完全主観 罵倒地獄 Vol.4 ～そのドギツイ痛罵と軽蔑した表情で感じてしまう僕～（6月5日、フリーダム）
- イキたくてもイカせない！ イカせず中出し交渉！ 寸止め地獄で判断能力を低下させてからナマチ○ポ挿入を誘惑、中出し交渉！デビュー女優から人気女優まで手加減なしの快楽地獄！（6月5日、Mr.michiru）
- 「女の口は嘘をつく。」 雌女ANTHOLOGY ＃130（6月6日、アウダースジャパン）
- 美少女限定 微乳 THE BEST 30 2nd（6月7日、桃太郎映像出版）
- メガネっ娘いもうと中出し7（6月15日、ケー・トライブ）
- 世界一早漏男の連続射精SEX（6月19日、ROOKIE）
- 日本の女性器大図鑑 私のオマ●コ見て下さい◆ 40人4時間Dx vol.04（6月20日、GLAY'z）
- お尻ペンペン お仕置き（6月24日、ラハイナ東海）
- キミだけに見せつける！スケベな女10人！！マ○コ指入れ濃厚精子でグチョグチョオナニー！！（6月25日、本中）
- 小悪魔JK 大胆パンチラコレクション Special 大人数挑発バージョン（7月1日、アロマ企画）※AV OPEN2014ミドル級エントリー作品
- 催眠イカセ絶頂女子校生監禁中出し（7月1日、core）
- 突撃潜入！！素人乱交サークル2 変態社会人と人気AV女優（7月1日、ZUKKON BAKKON）
- アンナと花子全面監修 アナル舐めレズビアン（7月1日、ワンズファクトリー）
- 会員制ソープ ブルーシャドー（7月1日、ワンズファクトリー）
- 媚薬を飲ませて虜にさせる エビ反りレズエステ盗撮3（7月1日、変態紳士倶楽部）
- 新足裏 生足とストッキングの足裏 Vol.2（7月5日、フリーダム）
- 究極のTバックMANIAX（7月7日、プレミアム）
- 逆3P以上限定！王様気分の快楽ハーレム8時間BEST（7月7日、プレミアム）
- S級素人100人8時間part7 超豪華スペシャル（7月11日、S級素人）
- 「ねぇ？あたしと一緒にチャットでいっぱ～いHなことしよ◆」 制服美少女！ピチャピチャ潮吹きLIVEチャットオナニー18人！8時間superBEST（7月18日、GLAY'z）
- NON-STOP騎乗位30人BEST（7月19日、GALLOP）
- レズれ！ 祝 1周年記念 初めてのベスト4時間（7月19日、レズれ！）
- 女を見降ろす！後ろから生ハメ！バックで本物中出し18発！（7月25日、本中）
- 世界一ザーメンを大量に発射する男のぶっかけSEX 史上最大量発射スペシャル（8月1日、ROOKIE）※AV OPEN2014ヘビー級エントリー作品
- 有名コスプレイヤー月に一度の危険日中出しオフ会（8月1日、ワンズファクトリー）
- 美女同士！！ザーメン交換BEST（8月1日、MOODYZ）
- スーパーデジタルモザイク NON STOP FUCK109連発 〜あの噂の4人が!ノーカット真性中出しガチ本番!5時間スペシャル（8月7日、桃太郎映像出版）
- 国民的アイドル M-girls2 誘惑超絶大乱交4時間スペシャル～トップアイドル目指して酒池肉林のSEX接待～（8月13日、MOODYZ）
- 胸チラ挑発　ノーブラ勃起乳首（8月13日、アロマ企画）
- 平成二十五年度『無垢』卒業アルバム 下半期総集編2013年10月～2014年2月 美少女十六人総出演 四百八十分濃厚豪華版（8月13日、無垢）
- 語りかけながら指だけでグチョグチョするドスケベ20代12人の自画撮り本気（マジ）オナニー　5（8月15日、プリモ）
- 20代の美乳妻が通う発狂媚薬エステ　7（8月15日、ピーターズ）
- 抜かずの14発中出し4時間スペシャル2（8月22日、EROTICA）
- ワンズファクトリー2014年上半期総集編（9月1日、ワンズファクトリー）
- S級素人ナンパ即ハメ 10時間600分（9月12日、S級素人）
- MOODYZファン感謝祭バコバコバスツアー2014 南国バコバコランド大乱交！！（9月13日、MOODYZ）
- 妹ハーレム りくとななせといと（9月13日、無垢）
- 純粋無垢な美少女のフェラチオ 二十連発四時間（9月13日、無垢）
- Twitt●rで人気のAV女優 SNSでますますAV女優が好きになる…アナタもフォローしてみませんか？（9月19日、クリスタル映像）
- 強制種付けW中出し奴隷契約 ガチ仲良し2人に合法生ハメ中出し32発！！（9月25日、本中）
- 妹とその友達がエロすぎたから子作り（10月1日、ズッコン/バッコン）
- 口内汁糸引き濃厚接吻（10月1日、妄想族）
- お尻だけ見つめて！迫り来るお尻 PREMIUM BEST 8時間 Vol.2（10月7日、プレミアム）
- 強姦ドキュメント2（10月7日、アタッカーズ）
- ずっと咥えっぱなしのWフェラ！交互にW中出し！（10月9日、Mr.michiru）
- マン汁まで舐めあい、愛し合うレズ性交3（10月19日、妄想族）
- 白濁マン汁垂れ落ちるほどの高速ピストンオナニー2（10月19日、妄想族）
- 私のバター犬（10月20日、レイディックス）
- 無理やり犯されて中出しされた女子校生（10月25日、本中）
- 超高級中出し専門ソープ（11月1日、MOODYZ）
- うらバコバコバスツアー2014 補欠者救済？つぼみ風雲斎の野望!!（11月1日、MOODYZ）
- 街で声をかけた一般男女がいきなりお見合い！初々しすぎる即席カップルに素股してもらったらこんなヤラしい事になりました。（11月8日、アイエナジー）
- 純粋無垢な女子校生がベッドやシーツを掴んでイキまくるプライベートSEX（11月13日、無垢）
- kira★kira SPECIAL公衆便所逆レイプ-サンドイッチ逆3P強制中出し-（11月19日、kira☆kira）
- 紗倉まな 4人のレズ巨匠が撮る！本気レズ4本番（11月20日、監督:森川圭・二村ヒトシ・井坂朋泰・真咲南朋、SODクリエイト）
- 高校生活もあと1年を迎え、思い出作りのために写真部の僕が女子達の写真を朝から晩まで撮らされることに。もともと女生徒が多い学校なので、ほぼ女子校ノリでパンツ見せブラ見せなどは当たり前！ファインダー越しに見る生々しいパンツやブラジャーは、風景や動物しか撮ったことのない僕には刺激が強過ぎていとも簡単に勃起！するとそれを見た女子たちが…！ （11月20日、Hunter）
- ZUKOBAKO 奇跡の夏休み ～素人男性達が過ごした夢の1日～（12月1日、ズッコン/バッコン）
- JKチアガールズ（12月5日、クリスタル映像）
- 女子高生のおっぱいがすぐそこに見えて柔らかそう。昔から顔見知りの隣のおばさんから、娘に勉強を教えてやってほしいと頼まれた。最近の女子のカラダは発育がよくて気になって仕方がない。娘も僕の視線に気づき面白がってわざとおっぱいを押し当ててくるけど乳首はコリコリで求めてきた。（12月6日、SWITCH）
- おま○こ・アナルをじっくり見せまくる指だけの激しい自画撮りオナニー（12月15日、プリモ）
- 本中4周年記念作品！！美少女中出し島2014 （12月16日、本中）※Blu-ray版同時発売
- ラブアイブ！（12月26日、TMA）

2015年（平成27年）
- Hide＆Seek 2（1月8日、SILK LABO）
- 『高偏差値大学に通う地味で真面目そうな眼鏡女子ほど、実は超エロいって本当？』SP（1月9日、S級素人）
- 女子校生ディルドオナニー（1月23日、青空ソフト）
- 貧乏姉妹が何度も中出しされたあの日々 乙葉ななせ 佳苗るか（2月25日、本中）
- 夜のお仕事の落し穴 輩のチンポでよがり狂う人妻キャバ嬢　乙葉ななせ（3月27日、なでしこ）
- Wキャスト 阿部乃みく 乙葉ななせ（4月1日、TEPPAN）
- 超名門セックス部に入部したから子作り（4月1日、ズッコン/バッコン）
- ガチ♥レズSP 7（4月4日、アウダースジャパン）
- お姉さんの指ズボこねクリ絶頂オナニー 4時間（5月7日、プレミアム）
- 「凄い気持ちいいんだもん…キス…」おじさん食堂 キスだけでパンティがビショビショになっちゃう位に感じやすい奥さんの手料理とセックスが二つの意味でオイシイ。（5月25日、ビッグモーカル）
- 理性の吹き飛んだ美少女と中出し性交（6月1日、MOODYZ）
- 女子校生中出しソープ（6月1日、ワンズファクトリー）
- 中出し大好き!妹とJKとおうちで淫乱交（6月7日、ゴールデンタイム）
- 乙葉ななせのお尻の喜怒哀楽（7月7日、ゴールデンタイム）
- 冷酷中出し痴●集団（7月13日、MOODYZ）
- 告白と膣内射精（7月13日、MOODYZ）
- 大きなチ○ポに狂った美少女（8月1日、ワンズファクトリー）
- カリ首シコシコ淫語JK （8月19日、ドグマ）
- 淫獄美少女（9月7日、ゴールデンタイム）
- 復活！世界で一番大きなチ○ポを持つ男のSEX （9月19日、ROOKIE）
- 童貞クン家で童貞狩り 年下女子と落ち着く自宅でハジメテのSEX（10月2日、ワープエンタテインメント）
- 子宮レンタル女子校生 僕の彼女は誰とでも中出しセックスをするッ！！ （11月1日、MOODYZ）
- 全国女子大生図鑑☆石川 ななせちゃん（12月25日、ビッグモーカル）

2016年（平成28年）
- 肉弾Tバック デカ尻BOMBER （1月1日、Fetish Box/妄想族）
- 妄想彼女のエロ癒し エッチで甘えん坊な恋人と思いっきりイチャつきたい （2月1日、Fetish Box/妄想族）
- BEST FRIENDS 親友レズ 佳苗るか×乙葉ななせ（2月5日、h.m.p）
- 弾けそうな桃尻 3 Kinky＆Peach （2月15日、ジャネス）
- 兄は私のオナペット ♯4.ななせちゃん（3月31日、JUMP）
- むっちりプリ尻ブルマの課外授業 （4月1日、Fetish Box/妄想族）
- 緊縛鬼イカセ 乙葉ななせ ～バイト先でハメられた美少女JK～ （4月8日、REAL）
- 女子校生集団催眠中出し乱交（5月13日、TMA）
- パパ助けて！目の前で肉便器にされる愛娘を見て勃起しています。 （5月19日、ドグマ）
- 淫乱ハードマンズラー（6月19日、ドグマ）
- 汁だく口内性交 猥褻なフェラチオでいかせてあげる 10 （6月30日、ジャネス）
- 乳首をイジる度にギンギンに膨張するドMチ●ポで白目剥き出しアヘアヘ痙攣絶頂する淫乱チクビッ痴！！ 乙葉ななせ（7月19日、乱丸）
- お姉ちゃんのリアル性教育（7月21日、グローリークエスト）
- 突入セヨ！！杉並区に存在する謎のセックス教団（8月1日、ズッコン/バッコン）
- マブダチ同士でM男いじめ（8月19日、OFFICE K’S）
- エロ汁まみれのオナニー中毒 10（9月25日、ジャネス）
- 親友グループが突然女体化したから子作り（11月1日、ズッコン/バッコン）

#### 葉月七瀬名義
2017年（平成29年）
- 帰省したヤリマン3姉妹に絶倫チ●ポをしごかれ続けるご近所中出し物語 大槻ひびき AIKA 葉月七瀬（8月11日、million）
- パーソナルトレーナーがスパルタ!エロすぎたから子作り（11月13日、ズッコン/バッコン）
- 放課後レズビアン 幼なじみと転校生と…。 佳苗るか 星空もあ 葉月七瀬 (11月19日、ビビアン)

2018年（平成30年）
- いじめで無視され過ぎて、挿入しても無視してもらえる私（10月1日、MOODYZ）
- 催眠洗脳された美人妻は嫌がりながらも淫乱ビッチになっていた（10月25日、ダスッ!）
- 引退×中出し るーたんと最後にみんなで青春するぞスペシャル!!!（11月25日、本中）

### イメージビデオ
- 独占!（2012年8月23日、INTER Inc）
- ストロベリージャム/赤西希（2013年8月23日、レイブン）
- Panty Panic/赤西希（2014年1月26日、スパークビジョン）
- SPICE×BOYS　Vol.1(2015年、つくばテレビ)

### デジタル写真集
- 乙葉ななせ デジタル写真集 放課後
- デジグラ
- TEPPAN写真集 拘束 第10章ショートカット美少女陵辱 Steel Hold（2016年12月29日、Teppan）モデル：稲村ひかり、乙葉ななせ、相原翼[14]

## 出演

### テレビ
- 徳井義実のチャックおろさせて〜や 1周年の催し（2014年3月28日放送、BSスカパー!）
- 魚拓と成瀬のツキとスッポンぽん #17,#18（2014年12月28日、2015年1月4日、パチ・スロ サイトセブンTV）
- SPICE×BOYS（2014年12月 - 2015年12月、エンタ!959）
- 阿部乃ちゃんねる #2,#3,#23（2014年11月1日、12月4日、2016年8月2日 、エンタ!959）

### ラジオ
- 音の葉・言の葉・ハイスクール!!（2016年6月 - 2018年7月、エフエム浦安）

### PlayStation 4・PlayStation 3
- 龍が如く0 誓いの場所（2015年3月12日、セガ）気弱な女の子・ななせ役